# Examba, Chikodi
Examba là một làng thuộc tehsil Chikodi, huyện Belgaum, bang Karnataka, Ấn Độ.